# Јувенилни идиопатски артритис
Јувенилни идиопатски артритис (ЈИА) није самостална болест већ хетерогена група инфламаторних обољења у којој се може разликовати седам различитих облика обољевања, са различитом дистрибуцијом међу половима, генетском предиспозицијом, клиничким манифестацијама, током и прогнозом болести. ЈИА се може јавити у свим узрастима, почев од прве године живота, и код оба пола.
Различити облици болести имају своје карактеристичне симптоме, по чему се могу разликовати, али и различиту прогнозу и терапијски приступ. Оно што је заједничко за све ЈИА је појава хроничне или акутне упале зглобова раније или касније у животу, а од облика болести, и правовремено постављене дијагнозе и примењене терапије, зависи хоће ли ова упала зглобова имати хронични прогресивни карактер са тешким последицама по каснију функционалну способност деце.
Како се у основи ЈИА налазе аутоимунски поремећаји и тешке деструктивне промене на зглобовима које настају као последица овог поремећаја, терапија ЈИА захтева велики труд и огромна финансијска улагања, уколико се болест не препозна и не започне њено лечење на време. То такође може имати значајан утицај и на будућност оболелог детета, због нарушеног психо-социјалног развоја и лошег квалитет живота.

## Називи
Имајући у виду да је ЈИА хетерогене групе инфламаторних обољења савремена ИЛАР класификација Интернационалне лиге удружења за реуматологију, препоручила је употреби назива јувенилни идиопатски артритис уместо назива јувенилни хронични артритис, и предложила класификацију која дефинише седам различитих подтипова болести.
Наиме назив јувенилни хронични артритис, заснован је на ранијим ставововима да се ради о једној болести коју карактерише појава хроничног артритиса у узрасту пре шеснаесте године живота. За разлику од овог става, назив јувенилни идиопатски артритис ставља акценат на идиопатски карактер (различитих имунопатогенетских механизама) ових хроничних обољења у деце која као заједничку карактеристику имају појаву артритиса у току трајања болести.

## Критеријуми и класификација
У медицини данас, постоје три интересне групе које су развили различите критеријуме за класификацију деце која болују од артритиса:
- Амерички колеџ за реуматологију (енгл. American College of Rheumatology (ACR)),
- Европска лига против реуматизма (енгл. European League Against Rheumatism (EULAR)),
- Интернационална лига удружења за реуматологију (енгл. International League of Associations for Rheumatology (ILAR)).[4][5][6]

### ACR класификација
Критеријуми АЦР дефинишу болест као јувенилни реуматоидни артритис (ЈРА) од старосне границе (<16 година) и трајање болести (> 6 недеља). Ова организација препознаје следеће три подврста:
- Полиартикуларни облик
- Полиартикулатни облик
- Системски облик

Остала облике дечијег артритис, као што су малолетнички анкилозирајући спондилитис и псоријазни артритис, они сврставају под спондилоартропатије.

### ILAR класификација
ILAR класификација дефинише седам различитих подтипова болести у зависности од броја захваћених зглобова у току првих шест месеци болести и присутних ванзглобних манифестација. Овом поделом у седам различитих подтипова (као засебних ентитета) омогућена је:
- Хомогенизација фенотипских карактеристика
- Истраживање имуно-генетских специфичности сваког од подтипова болести.
- Развој специфичних дијагностичких и терапијских алгоритмова чиме је значајно унапређен квалитет лечења и прогноза болести код појединих болесника.

ИЛАР класификација ЈИА укључује следеће подтипове:
- Системско-почетак ЈИА
- Упорни или продужени олигоартритис
- Полиартритис са реуматоидним фактором (РФ),
- Полиартритис са негативним реуматоидним фактором (РФ)
- Псоријазни ЈИА
- Ентезитис изазван артритисом
- Неиздиференцирани подтип - болест не испуњава критеријуме за било коју од наведених подгрупе, или испуњава више од једног критеријум (који се могу сврстати у више подгрупа).

### EULAR класификација
ЕУЛАР је предложио појам јувенилни хронични артритис (ЈХА) за хетерогену групу поремећаја који се испољавају као јувенилни артритис. Дијагноза захтева да артритис почиње пре 16 године старости и да траје најмање 3 месеца. ЕУЛАР критеријуми за ЈХА наводе следеће подврста, на основу карактеристика на почетку болести:
- Полиартикуларни облик (са 1-4 захваћена зглоба)
- Полиартикуларрни (са захваћених ≥5 зглобова)
- Присуство РФ (2 позитивна теста у најмање 3 месеца)
- Системски облик са пратећим карактеристикама
- Позитиван на реуматоидни фактор
- Јувенилни анкилозирајући спондилитис
- Јувенилни псоријазни артритис

| Упоредни приказ разлика у критеријумима за класификацију јувенилног идиопатског артритиса  | Упоредни приказ разлика у критеријумима за класификацију јувенилног идиопатског артритиса | Упоредни приказ разлика у критеријумима за класификацију јувенилног идиопатског артритиса                                                                                   |
| Класификација                                                                              | ACR (1977)                                                                                | ILAR (1997) |
| ------------------------------------------------------------------------------------------ | ----------------------------------------------------------------------------------------- | --- |
| Назив                                                                                      | Јувенилни реуматоидни артритис                                                            | Јувенилни идиопатски артритис |
| Минимално трајање                                                                          | ≥ 6 месеци                                                                                | ≥ 6 месеци |
| Годин старости на почетку                                                                  | < 16 година                                                                               | < 16 година |
| ≤ 4 зглоба у првих 6 месеци од почетка болести                                             | Полиартикуларни јувенилни реуматоидни артритис                                            | Олигоартикуларни јувенилни идиопатски артритис: (а) Стални < 4 зглоба током болести (б) Продужени > 4 зглоба након 6 месеци                                                 |
| > 4 зглоба у првих 6 месеци од почетка болести                                             | Полиартикуларни јувенилни реуматоидни артритис                                            | Полиартикуларни јувенилни идиопатски артритис-реуматоидни фактор негативан. Полиартикуларни јувенилни артритис-реуматоидни фактор позитиван.                                |
| Грозница, осип, артритис                                                                   | Системска јувенилни реуматоидни артритис                                                  | Системска јувенилни идиопатски артритис |
| Остале категорије укључене                                                                 | Искључује друге облике                                                                    | Псоријазни јувенилни идиопатски артритис Ентезитис повезан са артритисом Неиздиференциран (а) Не одговара ниједној другој категорији (б) Одговара више од једној категорији |
| Укључивање псоријазни артритис, инфламаторна болест црева, јувенилни анкилозни спондилитис | Не                                                                                        | Да |

## Епидемиологија
Међународна статистика
Широм света, ЈИА чешће се јавља код одређене популације (нпр, аутохтони народи) у различитим областима свата као што су нпр. Британска Колумбија и Норвешке.
- Студија спроведена у Шведској наводе преваленција ЈИА сличну оној у Минесоти, око 85 случајева на 100.000 становника, са инциденцом од 11 случајева на 100.000 становника.
- Студија из Немачке наводе стопу преваленција од 20 случајева на 100.000 становника, са стопом инциденце од 3,5 случајева на 100.000 становника.
- Процене из Норвешке наводе стопу преваленције од 148 случајева на 100.000 становника са стопом инциденце од 22 случајева на 100.000 становника.
- Инциденца ЈИА у Јапану је јако ниска.
- У САД се процењује да око 300.000 деце има неку врсту артритиса. Процене учесталости ЈИА је у распону од 4-14 случајева на 100.000 деце годишње; са преваленцијом која је у распону од 1,6 до 86,1 случајева на 100.000.[7] Широк распон преваленције приписује се; различитим дефиниције и критеријума за дечији артритис; разликама у становништву (укључујући и разлике у излагању различитим утицајима животне средине и имуногенетичкој осетљивости) и другим потешкоћама због недостатак базе података.

Учесталост појединих облика ЈИА
- Олигоартикуларни облик - 30%
- Полиартикуларни облик РФ негативан - 20%
- Полиартикуларни облик РФ позитиван - 5%
- Системски-почетни - 5%
- Псоријазни - 5%
- Ентезитис - 25%
- Ндиференцирани облик - 10%

Смртност
Тешко је рећи да је ЈИА повезан са смртним исходом, која је доста редтка. Процењује да је она мања од 1% у Европи и мање од 0,5% у Северној Америци. Већина смртних случајева узроковна ЈИА, у Европи је послдица амилоидозе, а у Сједињеним Америчким Државама инфекције.
Полне разлике
Девојчице са олигоартикуларним почетком болести су бројнији од дечака. Тај однос је 3 : 1. Код деце са увеитисом, однос између девојчица и дечака је 5-6,6 : 1, а код деце са полиартикуларним почетком болести, однос између девојчица и дечака је 2,8 : 1.
Упадљивих разлика, код системских промена нема јер су оне подједнаке учесталости код дечака и девојчица. Дечаци са ентезитисом који је повезаним са артритисом су бројнији у односу на девојчице.
Старосне разлике
Иако се ЈИА дефинише као артритис, који настаје око 16 година старости, његов почетак је најчешће у малеђем узрасту. Највећа фреквенција јављања је код деце узраста од 1 до 3 година. Ово старосна граница је уочљивија код девојчица са олигоартикуларним ЈИА и псориатичким артритисом.
Полиарткуларни РФ-негативни ЈИА има двофазни врхунац почетка;
- Први је у младости (1-4 година), слично као и код олигоартикуларног облика ЈИА,
- Други пик је у доби од 6-12 година.

Уобичајена старост болесника са ентезитисом који је повезан са артритисом је 10-12 година.

## Етиопатогенеза
Јувенилни идиопатски артритис (ЈИА) је најчешћа хронична реуматична болест код деце и једна од најчешћих хроничних болести у детињству. Непознате је етиологије, а генетска компонента је комплексна, што ствара јасне разлике у тежини клиничке слике између различитих подврста.

### Генска хетерогеност
Према подацима из досадашњих студија, код ЈИА није потврђена њена јасна генетска условљеност и повезаност. Истраживања неких аутора, на генима хистокомпатибилности доказала су значај повезаности појединих HLA локуса са појавом или заштитом од појаве ЈИА, и утврдила више врста генетских утивцаја:
- Прва врста генетских утицаја је значајнији учинак HLA-DR од HLA-DQ локуса на патогенезу болести, као и повезаност са узрастом у ком се појављује болест али и протективни ефекат присуства неких локуса попут DRB1*1501 и DQA1*0602:DQB1*0102.
- Друга врста генетских утицаја је присуство полиморфизама нуклеотида гена (енгл. SNP-single nucleotide polymorphism). Тако је утврђено постојање специфично различитих удружености различитих полиморфизама код болесника са олигоартикуларним и полиартикуларним подтиповима ЈИА.
- Трећа врста генетског утицајаје је присуство експресије специфичних гена у појединим подтиповима ЈИА. Доказано је присуство различите експресије ХЛА гена између болесника код којих је олигоартикуларни ЈИА почео пре и после 6-те године живота.[11]

Посебно треба напоменути да је јувенилни идиопатски артритис карактеристичан за ранији узраст, и независтан је од будућег клиничког подтипа боелсти, која има повећану генску експресију на функцију Б лимфоцита, у млађем узрасту, док у старијим узрастима доминати утицај имају гени који утичу на функцију мијелоидних ћелија.

### Имунопатогенетска хетерогеност
Бројна имунска истраживања доказала су јасну разлику у имунопатогенетским механизмима настанка системског ЈИА и олиго или полиартикуларних облика болести.
У настанку олиго полиартикуларних облика ЈИА доминантни значај имају различити видови поремећаја стеченог имунског одговора
(аутоимунски врх инфламације) док код системског ЈИА активира поремећај примарног имунског одговора (домунантни аутоинфламаторни поремећај).
Олиго и полиартикуларне облик ЈИА, слично реуматоидном артрититу, код одраслих, настају као послењдица наруђене регулације имунског одговора, после примарног деловања агенса из спољашње средине, у којој долази до предоминације одговора помоћних ћелија типа Th1 и повећане продукције интерлеукина ИЛ-17 у помоћним (Th17) ћелијама.
Тако је доказано да у синовиоцити код ових облика болести имају смањено присуство CD4+CD25+Foxp3+Treg ћелија. Поред овога значајну улогу у прогресији деструкције зглобова игра и продукција ММП3, агрекана и фибрилина, који се понашају као аутоантигени.
Системски ЈИА настаје као последица неконтролисане инфламаторне реакције примарног имунског одговора са доказаном улогом генетских полиморфизама уз помоћ гена који кодирају елементе инфламазома, слично рецидивним фебрилним синдромима по типу FMF или TRAPS. Главну прозапаљењску улогу има константно висока продукција интерлеукина ИЛ-1 и ИЛ-6 као генетски детерминисана аутоинфламаторна болест.
Овај облик ЈИА треба сматрати пре синдромом него јединственом болешћу.
Хронично запаљење синовија карактерише инфилтрација Б-лимфоцита инфилтрације и њихова експанзије. Инвазија макрофага и Т-ћелије повезана је са ослобађањем цитокина, које изазивају пролиферацију синовиоцита. У неким студијама пронађено је да синовија садржи рибонуклеинску киселину (мРНК) фактор раста васкуларног ендотела и ангиопоетин 1, у њиховим рецепторима, што указује да је индукована ангиогенезе од стране продуката лимфоцитне инфилтрација, која је укључени у ток болести.

## Клиничка слика
Клиничка слика појединих форми ЈИА карактерише се следећим знацима и симпптомима:

### Олигоартикуларни облици
1. Олигоартикуларни ЈИА
Овај облик ЈИА јавља се код скоро 50% оболелих и манифестује се као јасно дефинисана болест која се најчешће јавља до 6-те године живота (значајно чешћекод девојчица), са присутним асиметричним артритисом, често позитивним АНА антителима и специфичним ХЛА хаплотипом. Због ових особина овај артритис се често назива и олигоартритисом малих девојчица.
2. Проширени олигоартикуларни ЈИА
Овај облик ЈИА дефинише се као посебна подтип болести собзиром да после шест месеци трајања болести настају промене на више од од 4 зглоба. По свом току и броју захваћених зглобова овој облик ЈИА клинички се манифестује као полиартикуларна болест.

## Полиартикуларни облици
Клиничку слику полиартикуларног ЈИА, карактерише ток болести који се манифестује у првих шест месеци болести захваћеношћу 5 и више зглобова. У оквиру овог типа клиничке презентације јасно се издвајају две подгрупе болести:
3. Полиартикуларни РФ негативни је облик
Овај облик заступљенје код 20% болесника.
4. Полиартикуларни РФ позитивни облик
Овај облик заступљен је код мање од 5% болесника. Клиничка слика код овог облика у потпуности одговара реуматоидном артритису одраслих, са раним почетком, и има изразито лошу прогнозу.
Оба облика болести најчешће се јављају код девојчица у адолесценцији, и имају најлошију прогнозу.

## Остали облици
5. Артритс са ентезитосом (ЕРА)
Овај облик ЈИА најчешће се виђа код дечака старијих од 6 година, код којих болест најчешће почиње олигоартритисом и ентезитисом. У клиничкој слици због присутне високе удружености са HLA B 27 позитивношћу, честа је појава увеитиса и инфламаторне болести црева. Нешто касније болест поприма облик спондилоартропатија одраслих.
6. Псоријазни артритис
Клинички гледано, овај облик ЈИА може се испољити као рани облик олигоартикуларне форме (често АНА позитиван), са каснијим развојем полиартритиса, или као артритис са ентезитисима када је сличан спондилоартропатијској форми псоријазног артритиса одраслих.
Важан дијагностички критеријум је позитивна породична анамнеза и присуство дактилитиса или специфичних промена на ноктима Среће се код 5-10% оболелих.
7. Системски ЈИА
Овај облик ЈИА је реалативно редак (од њега пати 10-20% болесника са ЈИА), али је зато најтежи форма ЈИА, са често неадекватним терапијским одговором.
Болест се понаша као синдром и праћена је; температуром, типичним осипом, артритисом, лимфаденопатиоме, серозитисом и хепато-спленомегалијом. По току, ова форма блести може бити моноциклична, полициклична и перзистентна.
Код овог облика могу се, доста јасно, разликовати две групе болесника:
- Пева група, обично узраста до 5 година, са доминантним рецидивнима повишене телесне температуре и системским манифестацијама уз одсуство или умерено присуство артритиса.
- Друга група, болесника старијих од пете године живота, код које после престанка системских манифестација долази до развоја перзистентног деструктивног артритиса.[17]

## Дијагноза
ЈИА се у почетку може манифестовати врло неспецифичним симптомима, попут понаваљаних темепратура или појаве промена на кожи и очима или симптома од стране других органа, а може бити и без зглобних манифестација. Имајући ово у виду рано постављање дијагнозе основне болести, ствара услове за рани почетак адекватна терапија што значајно утиче на каснију прогнозу болести. Са друге стране, појава отока зглоба у деце, чак и без претходног податка о повреди, често се занемарује и сматра ортопедским проблемом што такође одлаже правовремено започињање лечења.
Дијагноза ЈИА се заснива на резултатима добијеним из историје болести и физичког прегледа. Када физикални налаз не упућује на дефинитивну дијагнозу артритис, потребна је додатна процена допунским тестовима.
Лабораторијске анализе
Лабораторијске анализе које се могу сматрати неопходним код ЈИА обухватају:
- Маркере инфламације: седиментација еритроцита и хематокрит
- Комплетна крвна слика
- Анализе за процену функције јетре
- Анализе за процену бубрежних функција са нивоом серумског креатинина
- Антинуклеарна антитела (АНА)
- Реуматоидни фактор (РФ)
- Анализа мокраће
- Додатне анализе (укупне протеине, албумин, фибриноген, феритин, Д-димер, ангиотензин-конвертујући ензим (АЦЕ), антистрептолизин 0 (АС0)).

Имиџинг претраге
- Компјутеризована томографија
- Магнетна резонантна томографија
- Ултрасонографија и ехокардиографија
- Нуклеарна магнетна резонанција

Остале претраге
Остале претраге и процедуре обухватају следеће:
- Коштана дензиометрија
- Артроцентеза и синовијална биопсија
- Перикардиоцентеза

## Диференцијална дијагноза
Изузетно је важно да се код ЈИА претходно укључе сва друга обољења где се артритис јавља као део клиничке слике. Артритис се среће у многим запаљењским реуматским болестима и великом броју нереуматских стања код деце (хематолошка, малигна, инфективна, ортопедска) и најчешће је запаљењско реуматско обољење дечјег узраста.
Списак ових обољења и стања је изузетно велики, а диференцијално-дијагностички она долазе у обзир у случају системског, полиартикуалрног и олигоартикуларног односно моноартикуларног облика ЈИА.
Уколико се артритис јави код детета пре 16. рођендана и траје најмање 6 недеља тада може да се постави дијагноза ЈИА, али је претходно потребно искључити сва друга обољења код којих се артритисјавља као део клиничке слике. Списак ових обољења и стања је изузетно велики, и у диференцијалној дијагнози долазе у обзир:
- инфективне болести и септична стања,[20]
- малигне болести, пре свега леукозе и лимфоми,
- системске болести везивног ткива (системски еритемски лупус, дерматомиозитис, васкулитисни синдроми најчешће Кавасакијеваболест и Henoch-Schönlein пурпура),
- серумска болест,
- инфламацијске болести црева (Кронова болест и улцерозни колитис),
- реуматска грозница,
- хередитарне болести са периодичним фебрилним стањем праћене мултисистемским манифестацијама,[21]
- реактивни артритиси,
- лајмски артритис,
- јувенилни анкилозирајући спондилитис,[22]
- псоријазни артритис и др.

Моноартритис представља највећи диференцијално-дијагностички проблем у реуматологији. Зато је у диференцијалној дијагнози неопходно искључити пре свега септични артритис, затим артритис туберкулозне етиологије.
Такође долазе у обзир трауматске повреде и хемартрос, малигни тумори костију и зглобова, бенигни тумори костију и меких ткива и различита ортопедска стања.
Овако широка лепеза различитих ентитета чини да се до додијагнозе ЈИА заправо долази практично искључивањем свих набројаних болести и стања.

## Терапија
Олигоартикуларни и проширени олигоартикуларни ЈИА
Обе наведене групе болесника имају висок ризик од губитка вида због развоја хроничног иридоциклитиса. Отприлике 1/3 до 1/4 одговориће на одговориће позитивно на лечење НСАИЛ, а уколико нема одговора на НСАИЛ после 4-6 недеља или уколико болесник развија перзистентни артритис неопходно је дати интраартикуларну ињекцију (обично, триамцинолон-хексацетонида) чиме се постиже задовољавајући ефекат код већине болесника. Пацијенте који развију проширени олиго или не одговоре на ову терапију треба лечити по алгоритму за полиартикуларни ЈИА. У случају појаве иридоцицлитиса у терапији је неопходно увести адалимум б док је примена етанерцепта контраиндикована.
Полиартикуларни ЈИА, РФ негаитван и РФ позитиван
Ове облике ЈИА (због лоше прогнозе), треба лечити што раније и што агресивније. Терапију треба успоставити по устаљеном принципу за лечења који је сличан реуматоидном артритису укључујући и рану примену метотрексата или анти-ТНФ лекова (код болесника који не подносе или неадекватно реагују на метотрексат).
Артритс са ентезитосом
Током олигоартикуларне фаза овој облик ЈИА треба лечити на сличан начин као олигоартикуларну форму ЈИА, НСАИЛ И МРС, или уколико артритис добија перзистентне знакове или постоје знаци интензивирања болести неопходно је увести сулфасалазин као базични лек.
Са применом анти ТНФ лекова почиње се уколико се након 3-6 месеца базичном терапијом не постигне ефекат а посебно код присуства увеитиса.
Псоријазни артритис
Терапијски алгоритам који се примењује код псоријазное форме ЈИА одговара примарној клиничкој презентацији. Као примарни лекови могу се користите метотрексат и сулфасалазин а код опсежних кожних промена са израженим полиартритисом, добри резултати постижу се применом анти-ТНФ лекова.
Системски ЈИА
Терапијски приступ код системског облика значајно је различит. У првом облику уколико после примене НСАИЛ и кортикостероида не дође до смиривања инфламације због претећег развоја МАС неопходно је одмах започети примену блокатора Л-1 (анакинра) или ИЛ-6 (тоцилизумаб).
Уколико се развија присуство хроничног артритиса неопходно је у терапију увести метотраксат и анти ТНФ или анти ИЛ-6 лекове.